# Kōbunsha
Kōbunsha Co., Ltd (株式会社光文社 Kabushiki-gaisha Kōbunsha?) este o editură japoneză înființată la 1 octombrie 1945. Ea este o filială a grupului publicistic Kōdansha și publică în special literatură de ficțiune, benzi desenate manga și reviste pentru femei. 

## Istoric

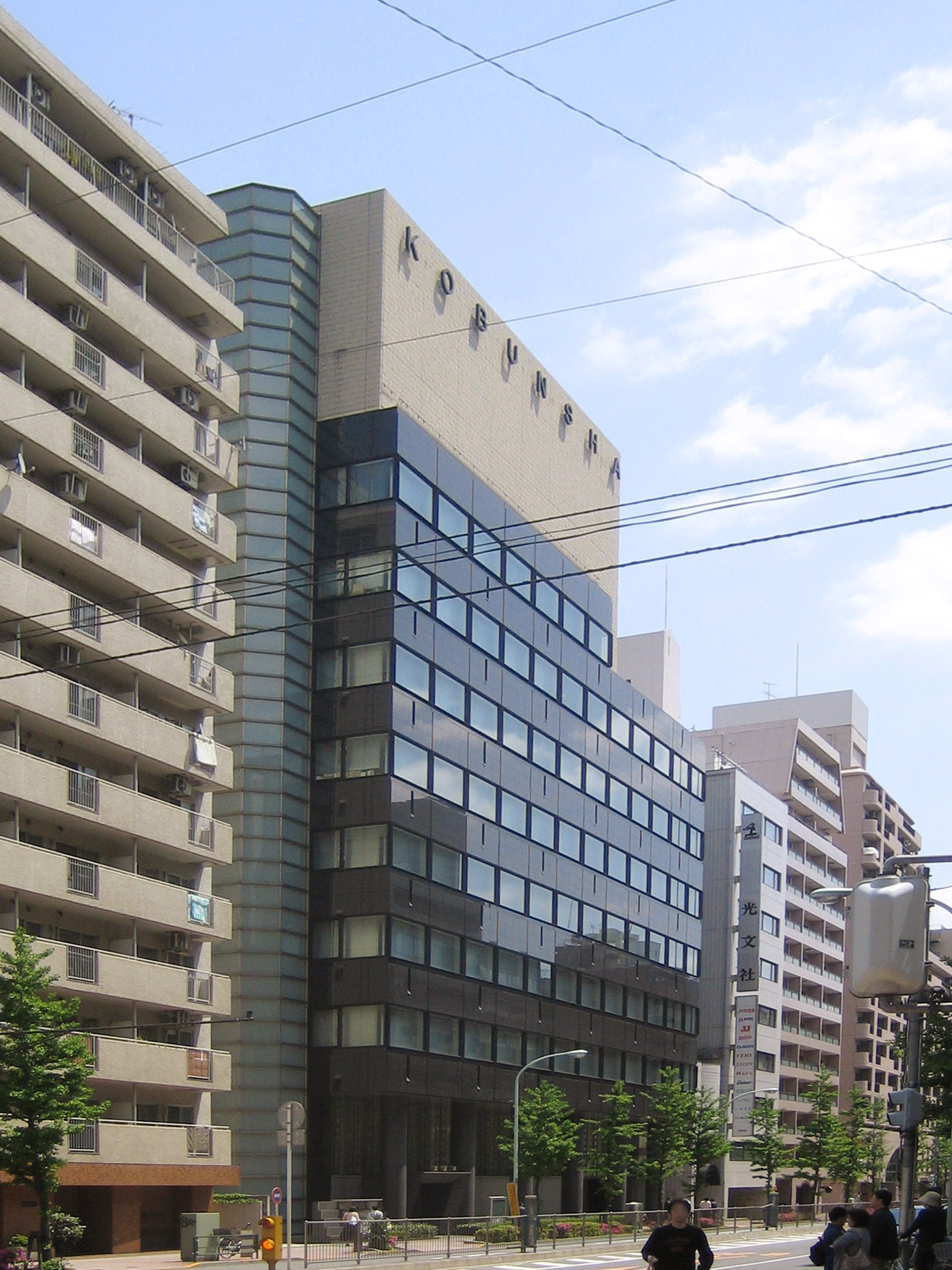
Sediul central al editurii Kōbunsha în sectorul Bunkyō al zonei metropolitane Tokyo

Editura Kōbunsha a fost înființată la 1 octombrie 1945 și aparține în prezent grupului Kodansha.
În 1975 Kōbunsha a publicat revista pentru femei JJ, cunoscută ca cea mai veche revistă pentru femei adresată studentelor japoneze. Editura publică în prezent mai multe reviste pentru femei, printre care JJ, Classy și JJ Bis.

## Reviste publicate

### Reviste pentru femei
- JJ
- Bis
- Classy
- Very
- Story
- Mart
- Josei Jishin

### Reviste pentru bărbați
- Gainer
- Brio

### Alte reviste
- Giallo
- Flash
- Shousetsu Houseki

## Autori români publicați de editură
- Rumania no minwa („Antologie de basme românești”), Editura Kōbunsha, Tokyo, 1978[1]
- Barukan no minwa („Basme balcanice”), Editura Kōbunsha, Tokyo, 1980[1]
- Liviu Rebreanu, Daichi e no inori („Ion”), Editura Kōbunsha, Tokyo, 1985[1]
- Ion Mihai Pacepa, Akai Oocho („Red Horizons”), Editura Kōbunsha, Tokyo, 1993[1]
- Liviu Rebreanu, Shokei no mori („Pădurea spânzuraților”), Editura Kōbunsha, Tokyo, 1997[1]
- Zaharia Stancu, Jipushī no horobasha („Șatra”), Editura Kōbunsha, Tokyo, 1997[1]
- Tristan Tzara, Musshu anchipirin no sengen. Dada sengenshu, 2010[2]

## Legături externe
- Site web oficial